# Station Caffiers
Station Caffiers is een spoorwegstation in de Franse gemeente Caffiers.